# Stipagrostis grandiglumis
Stipagrostis grandiglumis är en gräsart som först beskrevs av Roman Julievich Roshevitz, och fick sitt nu gällande namn av Nikolai Nikolaievich Tzvelev. Stipagrostis grandiglumis ingår i släktet Stipagrostis och familjen gräs. Inga underarter finns listade i Catalogue of Life.